# Райтстаун (Вісконсин)
Райтстаун (англ. Wrightstown) — селище (англ. village) в США, в округах Браун і Автаґемі штату Вісконсин. Населення — 3179 осіб (2020).

## Географія
Райтстаун розташований за координатами 44°19′35″ пн. ш. 88°10′26″ зх. д. / 44.32639° пн. ш. 88.17389° зх. д. (44.326334, -88.173915).  За даними Бюро перепису населення США в 2010 році селище мало площу 11,12 км², з яких 10,59 км² — суходіл та 0,53 км² — водойми.

## Демографія
Згідно з переписом 2010 року, у селищі мешкало 2827 осіб у 1027 домогосподарствах у складі 776 родин. Густота населення становила 254 особи/км².  Було 1087 помешкань (98/км²).
Расовий склад населення:
| - 94,8 % — білих - 0,8 % — корінних американців - 0,8 % — чорних або афроамериканців - 0,8 % — азіатів - 1,7 % — осіб інших рас |

До двох чи більше рас належало 1,0 %. Частка іспаномовних становила 4,4 % від усіх жителів.
За віковим діапазоном населення розподілялося таким чином: 31,6 % — особи молодші 18 років, 60,3 % — особи у віці 18—64 років, 8,1 % — особи у віці 65 років та старші. Медіана віку мешканця становила 33,0 року. На 100 осіб жіночої статі у селищі припадало 105,6 чоловіків;  на 100 жінок у віці від 18 років та старших — 103,3 чоловіків також старших 18 років.
Середній дохід на одне домашнє господарство  становив 78 410 доларів США (медіана — 72 333), а середній дохід на одну сім'ю — 87 724 долари (медіана — 81 000). Медіана доходів становила 50 742 долари для чоловіків та 38 313 долари для жінок. За межею бідності перебувало 2,5 % осіб, у тому числі 2,9 % дітей у віці до 18 років та 0,0 % осіб у віці 65 років та старших.
Цивільне працевлаштоване населення становило 1716 осіб. Основні галузі зайнятості: освіта, охорона здоров'я та соціальна допомога — 21,4 %, виробництво — 17,5 %, сільське господарство, лісництво, риболовля — 11,1 %, фінанси, страхування та нерухомість — 9,4 %.